# モクバイ
座標: 北緯11度4分38秒 東経106度10分34秒 / 北緯11.07722度 東経106.17611度

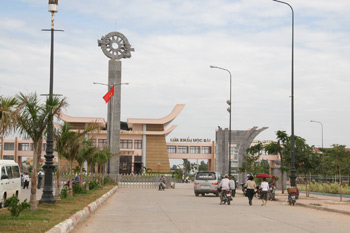
モクバイ国境ゲート

モクバイ　（ベトナム語：Mộc Bài / 木排）はベトナム社会主義共和国タイニン省ベンカウ県に位置する、外国人にも開放されている国際国境である。対向にある国境はカンボジアのスバイリエン州にあるバベット国際国境である。

## 概要
この国境は、ベトナムのホーチミン市とカンボジアのプノンペンの両首都を結ぶアジアハイウェイ1号線の一部を構成している。ベトナム側はホーチミン市のクチ県を通る国道22号線がアジアハイウエイ1号線となっている。

## 位置
モクバイ経済エリア（ベトナム語: BQL Khu kinh tế cửa khẩu Mộc Bài）はタイニン省のチャンバン市社とベンカウ県にまたがる21,284ヘクタールの地域である。ホーチミン市から70km、プノンペンから170kmの場所に位置する。

## ギャラリー

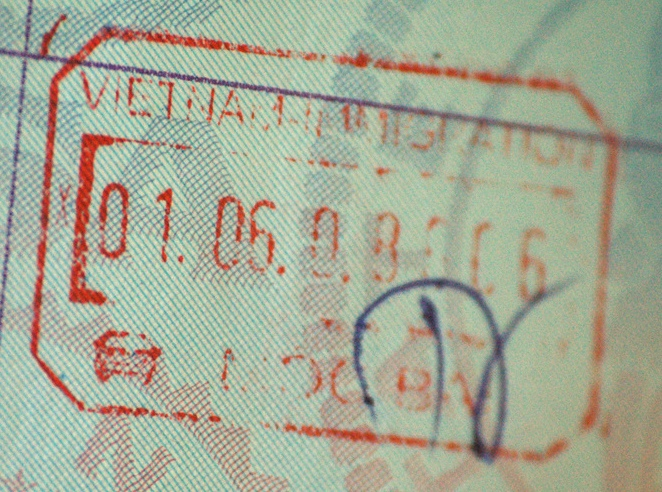
ベトナム出国スタンプ。
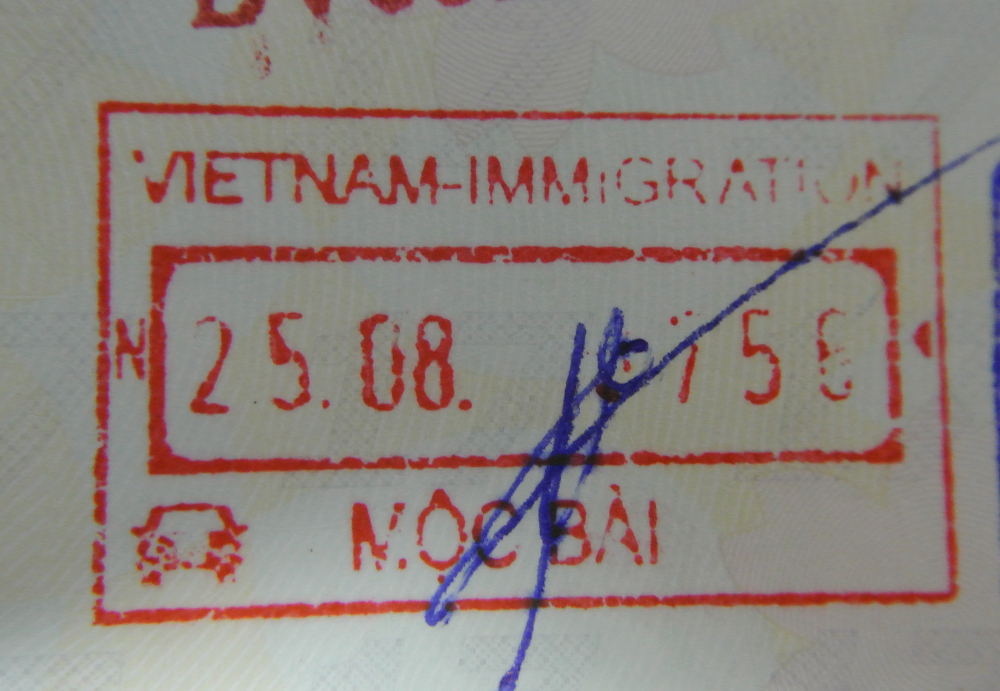
ベトナム入国スタンプ。
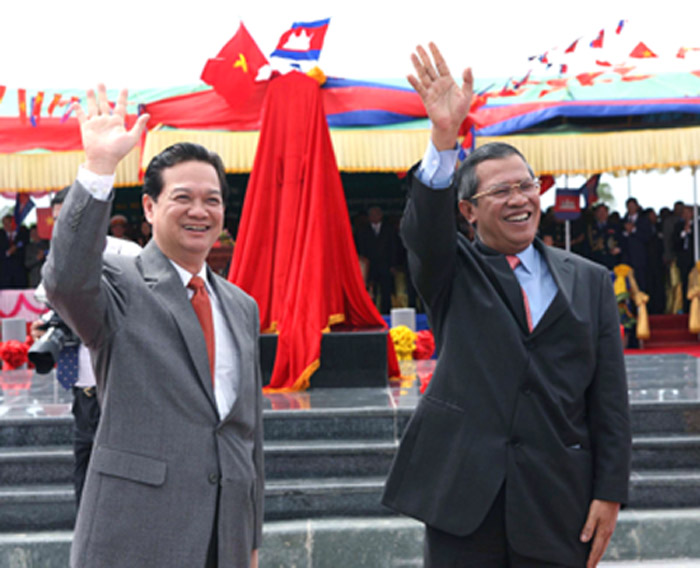
ベトナムのグエン・タン・ズン首相とカンボジアのフン・セン首相による開通式。